# غزو

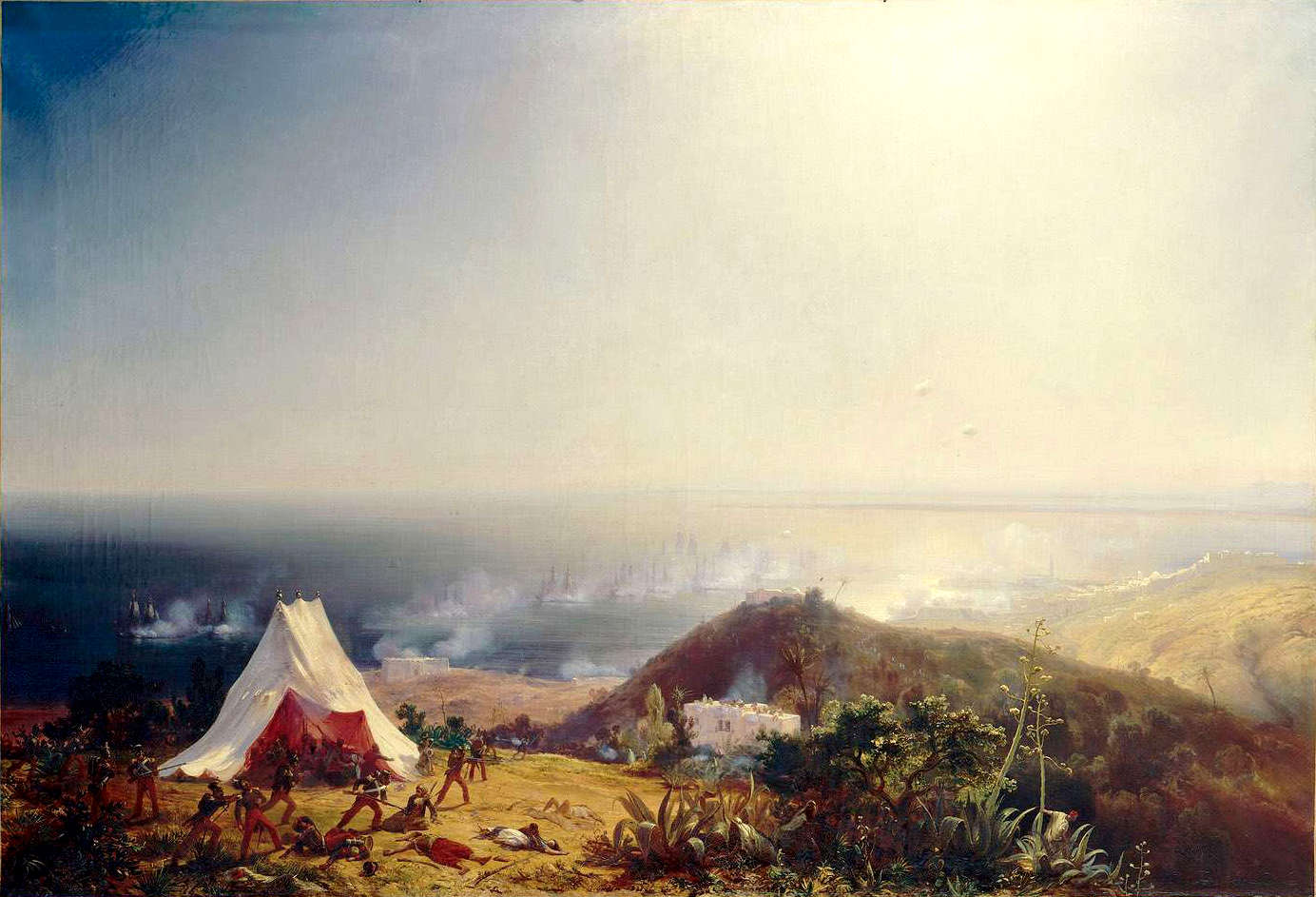
هجوم الجزائر عن طريق البحر، 29 يونيو 1830، بقلم تيودور جودين

الغزو يعني قدرة جيش أجنبي على احتلال بلد ما وفرض السيطرة الأمنية أو شبه الأمنية عليه، فقد يقترن حصوله باستتباب الأمن وعدم حصول مقاومة مسلحة ذات شان، وقد يحصل العكس فتظهر مقاومة مسلحة قوية أو ضعيفة، والأمثلة كثيرة: الغزو العراقي للكويت وغيرها.
تشير الأدلة الأثرية إلى أن الغزوات كانت متكررة الحدوث منذ عصور ما قبل التاريخ. في العصور القديمة، قبل الاتصالات اللاسلكية والنقل السريع، كانت الطريقة الوحيدة للجيش لضمان تعزيزات كافية هي تحريك الجيوش كقوة واحدة ضخمة. هذا، بطبيعته، أدى إلى إستراتيجية الغزو. مع الغزو جاءت التبادلات الثقافية في الحكومة والدين والفلسفة والتكنولوجيا التي شكلت تطور جزء كبير من العالم القديم.